# Tà ôi
Il popolo tà ôi (in lingua vietnamita: Người Tà Ôi), o ta oi, è un gruppo etnico del Vietnam e del Laos. La popolazione era nel 1999 di circa 34.960 persone in Vietnam e di circa 47.000 in Laos. Sono uno dei 54 gruppi etnici riconosciuti dal governo vietnamita, che ha inserito l'etnia pacoh all'interno del gruppo tà ôi, anche se le due lingue non sono mutualmente intelligibili.
Parlano una lingua del ceppo mon khmer e sono concentrati in Vietnam nel distretto di A Luoi della municipalità di Hue e nel distretto di Huong Hoa della provincia di Quang Tri. In Laos si suddividono in due sottogruppi, quello dei ta oi alti è stanziato nel montuoso distretto di Ta Oi della provincia di Salavan, e nel 1995 era composto da 30.900 abitanti. Il sottogruppo dei ta oi bassi vive nella zona a nord-ovest della città di Salavan, sull'altopiano di Bolaven, e nel 2000 si componeva di 
15.800 abitanti.